# Antonio de Verneda
Antonio de Verneda (?, 1693. – Rijeka, 1774.), riječki arhitekt. Jedan je od najznačajnijih baroknih graditelja prve polovice 18. stoljeća u Rijeci i Hrvatskom primorju.
Njegov je otac, don Felice de Verneda, španjolski plemić aragonskog podrijetla, došao u Austriju kada je Karlo VI stupio na prijestolje. Antonio de Verneda obrazovao se za vojnog inženjera te je prema carskoj odluci upravljao gradnjom vojnog brodogradilišta u Kraljevici i Lazareta u Rijeci (1722. – 1725). Kad se 1726. oženio kćerkom Felicea de Benzonija i Ursule de Marotti, ušao je u obitelj bogatih uglednika, što mu je omogućilo dobivanje narudžbi za velike radove.
Osim Lazareta, značajan je njegov rad na obnov starog riječkog municipija (Palatio comunis), kome je 1740. godine nadogradio drugi kat. Od 1743. do 1753. vodi obnovu ruševnog Starog grada u Ozlju za vlasnika R. Perlasa. Nakon potresa 1750. u Rijeci obnavlja crkvu sv. Roka, kojoj oblikuje novo pročelje (kasnije porušeno). Sagradio je vlastitu kuću na Rovu te palaču biskupa Benzonija na Trgu Grivica u Rijeci.